# Neuroanatomie paměti
Neuroanatomie paměti je vědecká disciplína, která se snaží přiřadit určitým oblastem mozku nějaké paměťové funkce. V posledních letech se prudce rozvíjí a vytváří různé hypotézy.
Podle starších představ o paměti měla každá vzpomínka jedno své určité místo v mozku. Při poškození určité oblasti mozku by tedy měly zmizet určité vzpomínky, které se v této oblasti nacházely, kdežto jiné vzpomínky by neměly být poškozeny. Pokusy však ukázaly, že tomu tak není a že naše vzpomínky jsou uloženy v různých oblastech mozku. Například, když se člověku zraní část zrakové kůry, která zodpovídá za barevné vidění, bude člověk nejen neschopen vnímat a poznávat barvy, ale i vzpomínat si na různé barvy. Jednu z teorií, jak se paměť skládá, detailně popsal neurovědec António Damásio.

## Subkortikální struktury

### Hipokampus
Hipokampus je jedna z vývojově nejstarších oblastí mozku a také jedna z prvních oblastí, která degeneruje při Alzheimerově chorobě. Ústřední role hipokampu je ukládání informací do dlouhodobé paměti, což se zjistilo právě z případů Henryho Molaisona a pana R. B.
Levá polovina hipokampu má funkci kódování a vybavování paměti epizodické (paměť událostí, které jsme zažili). Zde se také z našich osobních vzpomínek skládá naše autobiografie. Díky této části hipokampu si člověk uvědomuje, kým je – vědomosti o vlastním jménu, povolání, rodině i osobnosti se sbírají právě zde. Levá polovina hipokampu hraje také roli v paměti jazyka.
Pravá polovina hipokampu pečuje o paměť prostorovou.
Dnes se ví, že pyramidové buňky v sekci hipokampu CA1 napomáhají hipokampu komunikovat s jinými částmi mozku. Hipokampus získává informace z rozmanitých míst mozku. Většina těchto částí se nachází v mozkové kůře (neocortexu). Hipokampus tyto různorodé informace „svazuje“ v nové autobiografické vzpomínky. CA1 pyramidové buňky tyto výsledky posílají zpět do mozkové kůry. Případ pacienta R. B. dokazuje, že se systém ukládání dat založený v hipokampu neobejde bez CA1 pyramidových buněk .

### Amygdala
Zatímco hipokampus hraje hlavní roli v dlouhodobé paměti explicitní, amygdala hraje velkou roli v paměti implicitní. Amygdala je naším emočním střediskem. V mozku se amygdala nachází poblíž hipokampu v mediálním temporálním laloku.

### Mozeček
Mozeček (cerebellum) se nachází pod okcipitálními (týlními) laloky mozku. Podílí se na nedeklarativní motorické paměti .

### Striatum
Striatum se podílí na učení nových motorických dovedností .

## Kortikální struktury
Z těchto výzkumů tedy vyplývá, že určitou roli v pracovní paměti hrají různé oblasti mozkové kůry. Mozková kůra (angl. „neocortex“) je vývojově nejmladší částí mozku. Nové výzkumy poukazují na mozkovou kůru prefrontální jako na centrum pracovní paměti .
Dalším oblastem mozkové kůry se připisuje i dlouhodobá paměť. Předpokládá se, že zvláště v asociačních oblastech mozkové kůry (v oblastech, které se nepodílí ani na smyslovém vnímání ani na motorických či vegetativních funkcích) se uchovává dlouhodobá paměť.

### Hledání oblastí pojených s krátkodobou pamětí
Dnes stále probíhají výzkumy, jejichž cílem je zjistit, kde je krátkodobá paměť uložena.
V jednom z takovýchto výzkumů byly dobrovolníkům na obrazovce na dvě setiny sekundy zobrazeny tři tečky, poté byla na tři sekundy obrazovka prázdná a nakonec se objevil kruh s otázkou, jestli by nějaká z teček v tomto kruhu ležela. Jejich mozek zatím snímal PET tomograf. Ukázalo se, že při této úloze byla nejvyšší aktivita zaznamenána ve čtyřech oblastech, všech v pravé hemisféře, o kterých se předpokládá, že jsou hlavními centry vizuálně-prostorového náčrtníku pracovní paměti. Jedno se vyskytovalo v čelním laloku, druhé bylo těsně za ním, třetí leželo v kůře temenního laloku a čtvrté se krylo s částí optické kůry týlního laloku.
V podobném výzkumu se hledaly struktury spojené s fonologickou smyčkou. Úkolem účastníků bylo zapamatovat si 6 slov. PET tomograf zatím snímal jejich mozkovou aktivitu. Nejvyšší aktivita probíhala v laloku čelním.